# Barbara Staudinger

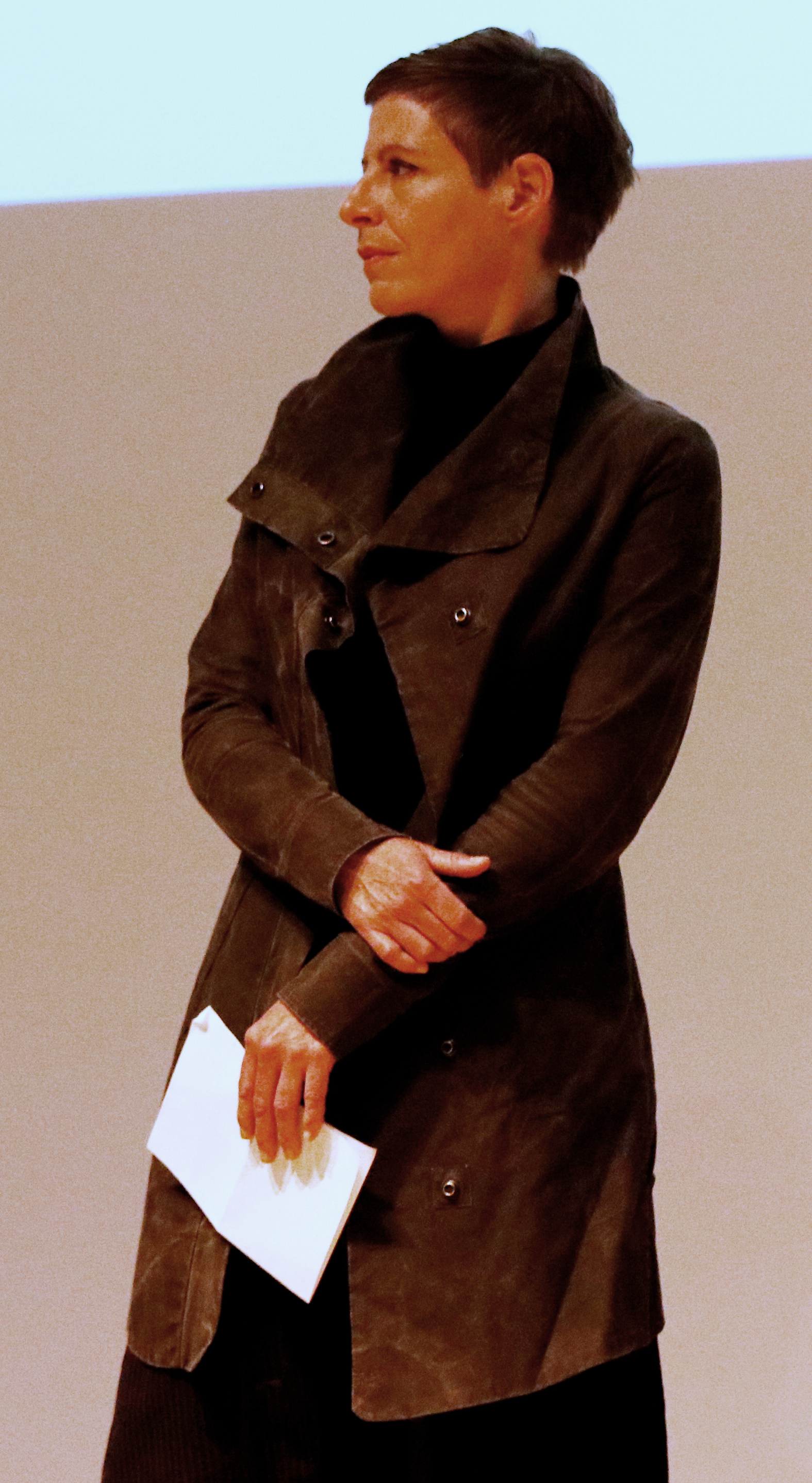
Barbara Staudinger bei einer Ausstellungseröffnung im NS-Dokuzentrum München (2019)

Barbara Staudinger (geboren 1973 in Wien) ist eine österreichische Historikerin und seit Juli 2022 die Direktorin des Jüdischen Museums Wien.

## Leben
Staudinger studierte Geschichte, Theaterwissenschaft und Judaistik an der Universität Wien. 2001 promovierte sie mit einer Studie zur „Rechtsstellung und Judenfeindschaft am Reichshofrat 1559-1670“.
Von 1998 bis 2013 war sie mit Unterbrechungen als wissenschaftliche Mitarbeiterin am Institut für jüdische Geschichte Österreichs in St. Pölten tätig, unter anderem im Forschungsprojekt Austria Judaica (Geschichte der Juden in Österreich 1520–1670). Von 2005 bis 2007 wirkte sie als Kuratorin am Jüdischen Museum in München, bis 2011 war sie Lektorin an der Universität Wien. Seit 2014 zählt sie zum Kuratorenteam für die Neugestaltung der österreichischen Ausstellung in der Gedenkstätte Auschwitz-Birkenau. Von 2013 bis 2018 arbeitete sie freiberuflich als Ausstellungskuratorin in Wien. Sie konzipierte Ausstellungen zur jüdischen Geschichte und Kulturgeschichte für das Österreichische Museum für Volkskunde, das Jüdische Museum Wien und das Weltmuseum Wien. Am Wien Museum präsentierte sie die Schau Chapeau! Eine Sozialgeschichte des bedeckten Kopfes. Sie zählte zu den Mitarbeiterinnen des Handbuches Jüdische Kulturgeschichte. In Augsburg präsentierte sie ein breites Spektrum an Ausstellungen, das vom Landjudentum in Schwaben bis zu den Shalom Sisters reicht, einer feministischen Betrachtung des Themas Frauen in der Religion an fünf Standorten der Stadt.
Von September 2018 bis April 2022 war sie die Direktorin des Jüdischen Museum Augsburg Schwaben. Anfang September 2021 wurde sie von der von der Wien Holding dazu eingesetzten Jury als Nachfolgerin von Danielle Spera zur Leiterin des Wiener Jüdischen Museums ab Juli 2022 bestellt.

## Publikationen (Auswahl)
- Juden am Reichshofrat. jüdische Rechtsstellung und Judenfeindschaft am Beispiel der österreichischen, böhmischen und mährischen Juden 1559-1670. Dissertation Univ. Wien. 2001 (Bibliographischer Nachweis).
- »Gantze Dörffer voll Juden«. Juden in Niederösterreich 1496–1670. Mandelbaum-Verl., Wien 2005, ISBN 3-85476-165-1 (Bibliographischer Nachweis).
- Von Silberhändlern und Münzjuden. Juden an der kaiserlichen Münze im 17. Jahrhundert. [S.l.] 2006 (Bibliographischer Nachweis).
- Von Harvard nach München: James Loeb und die Umkehr der amerikanischen Immigration. Niemeyer, Tübingen 2008, ISBN 978-3-484-98614-5 (Bibliographischer Nachweis).
- Juden und Geheimnis. verborgenes Wissen und Verschwörungstheorien. Inst. für Jüdische Geschichte Österreichs, St. Pölten 2012 (Bibliographischer Nachweis).
- Salon Austria. die großen Köpfe österreichisch-jüdischer Kultur. Metroverl., [Wien] 2013, ISBN 978-3-99300-120-9 (Bibliographischer Nachweis).
- Chapeau!. eine Sozialgeschichte des bedeckten Kopfes. Brandstätter, Wien 2016, ISBN 978-3-7106-0064-7 (Bibliographischer Nachweis).
- Die Stadt ohne. Juden, Muslime, Flüchtlinge, Ausländer. Verlag Filmarchiv Austria, Wien 2018, ISBN 978-3-902781-64-2 (Bibliographischer Nachweis).
- Die Stadt ohne - Juden Ausländer Muslime Flüchtlinge. Hirmer, München 2019, ISBN 978-3-7774-3337-0 (Bibliographischer Nachweis).